# Vertikordie
Vertikordie (Verticordia) je rod rostlin z čeledi myrtovité. Jsou to bohatě kvetoucí keře s jednoduchými vstřícnými listy, rostoucí výhradně v Austrálii. Mají typické květy s pérovitě členěnými kališními lístky. Některé druhy jsou v Austrálii pěstovány pro trh s řezanými květinami. Vyžadují horké a suché léto a jsou citlivé na houbové choroby.

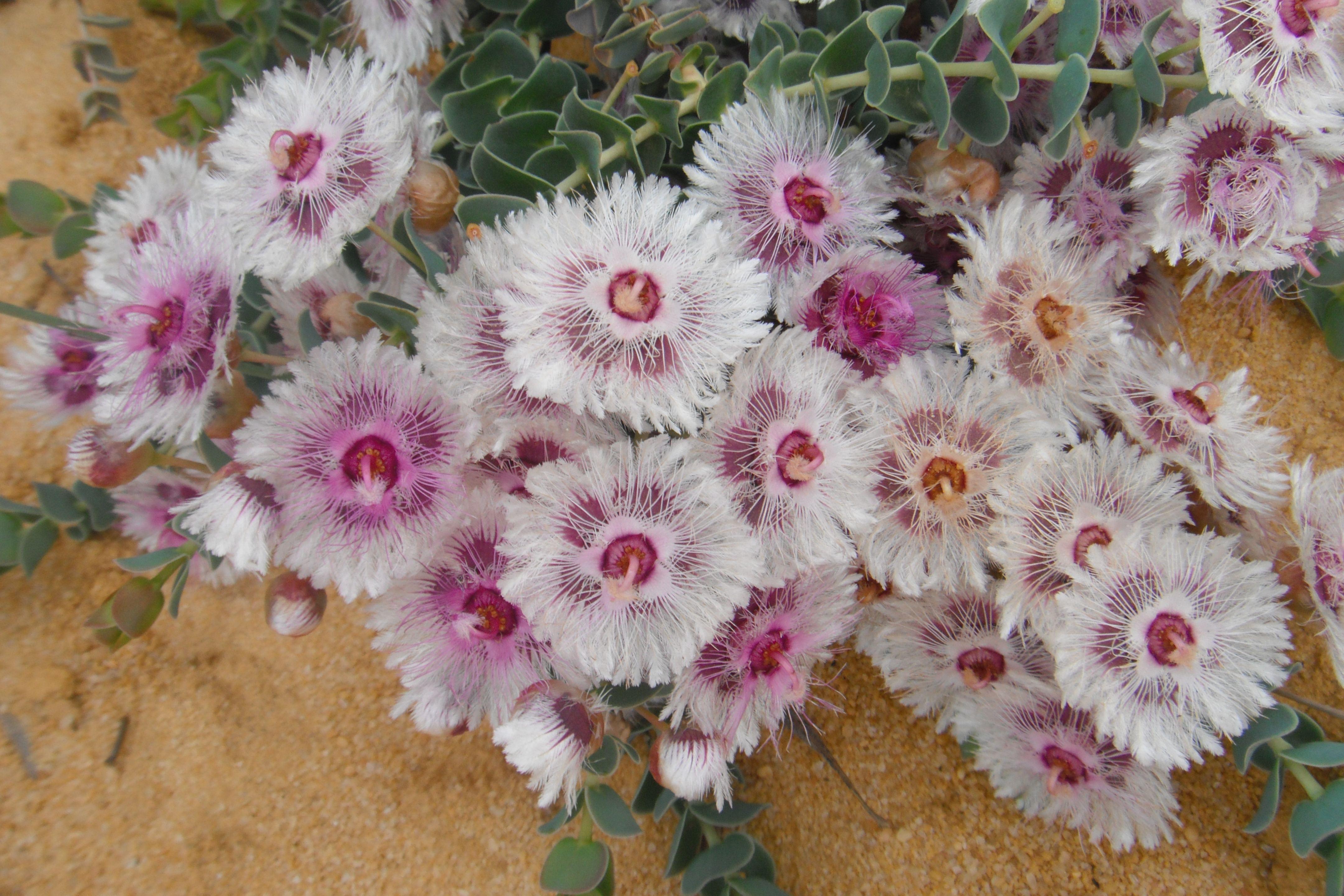
Pohádkové květy V. oculata

## Popis
Vertikordie jsou stálezelené keře dorůstající výšky zpravidla do 2 metrů, výjimečně i stromy až 7 metrů vysoké. Listy jsou drobné až středně velké, jednoduché, kožovité, vstřícné nebo výjimečně přeslenité, čárkovité, řapíkaté nebo přisedlé. Čepel listů je žláznatě tečkovaná. Květy jsou drobné až středně velké (od 5 do 25 mm v průměru), pravidelné nebo dvoustranně souměrné, pětičetné, jednotlivé, úžlabní, nahloučené na koncích větévek. Češule je kuželovitá, chlupatá, vlnatá nebo lysá. Kalich je zbarvený jako koruna, pravidelný, tvořený 5 laloky, z nichž každý je dělený na 5 až 15 pérovitých segmentů. Koruna je bílá, žlutá, oranžová, červená, purpurová, růžová nebo hnědá, složená z 5 volných plátků. Korunní plátky jsou třásnité, prstovité nebo výjimečně celokrajné. Tyčinek je 5 nebo 10, jsou větvené a přirostlé k okraji češule nebo ke koruně. Mimo plodných tyčinek je přítomno 10 nebo 15 sterilních patyčinek. Semeník je spodní, srostlý ze 2 plodolistů, uvnitř s jedinou komůrkou. Čnělka je 1, zakončená hlavatou bliznou. Semeník obsahuje 1 až 13 vajíček. Plodem je jednosemenný oříšek.

## Rozšíření
Rod vertikordie více než 100 druhů. Je rozšířen pouze v Austrálii. Převážná většina druhů jsou endemity jihozápadní Austrálie, pouze několik druhů roste v tropické severní Austrálii.

## Taxonomie
Rod Verticodia je v rámci myrtovitých řazen do podčeledi Myrtoideae a tribu Chamelaucieae.

## Význam a pěstování
Vertikordie jsou atraktivně a bohatě kvetoucí rostliny, mají však specifické nároky na pěstování. Vyžadují klima mediteránního typu, s horkým a suchým létem a mírnou zimou. Potřebují perfektně propustnou půdu a plné slunce a nesnášejí zástin jiných rostlin. Hnojí se málo. Ve vlhčím prostředí snadno podléhají houbovým chorobám, zejména padlí a černi střídavé. V Austrálii jsou některé druhy komerčně pěstovány pro trh s řezanými květinami a v minulosti byly sbírány i v divoké přírodě. Vertikordie není uváděna ze žádné české botanické zahrady. Řada druhů patří mezi ohrožené rostliny.

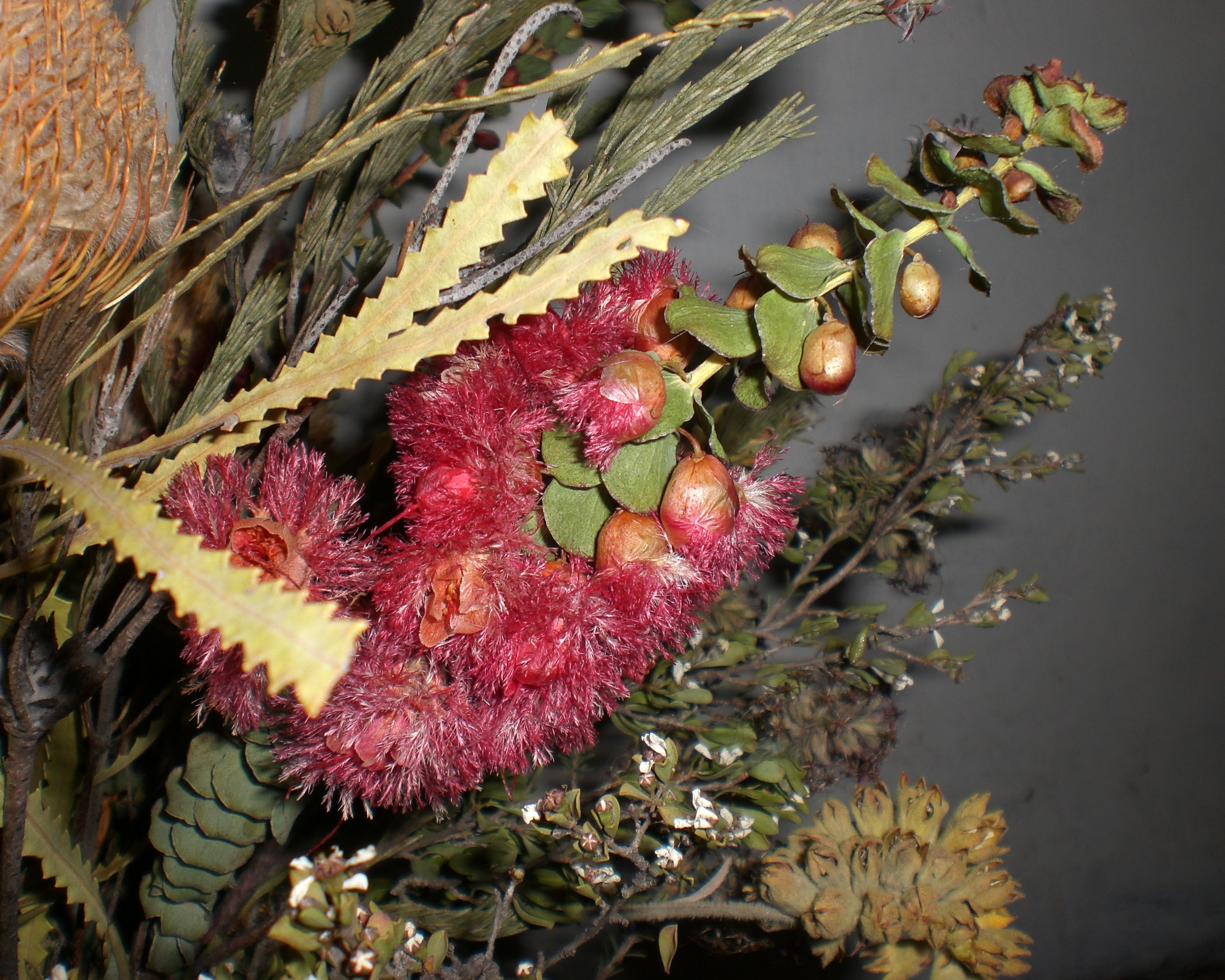
Sušená V. grandis ve vazbě
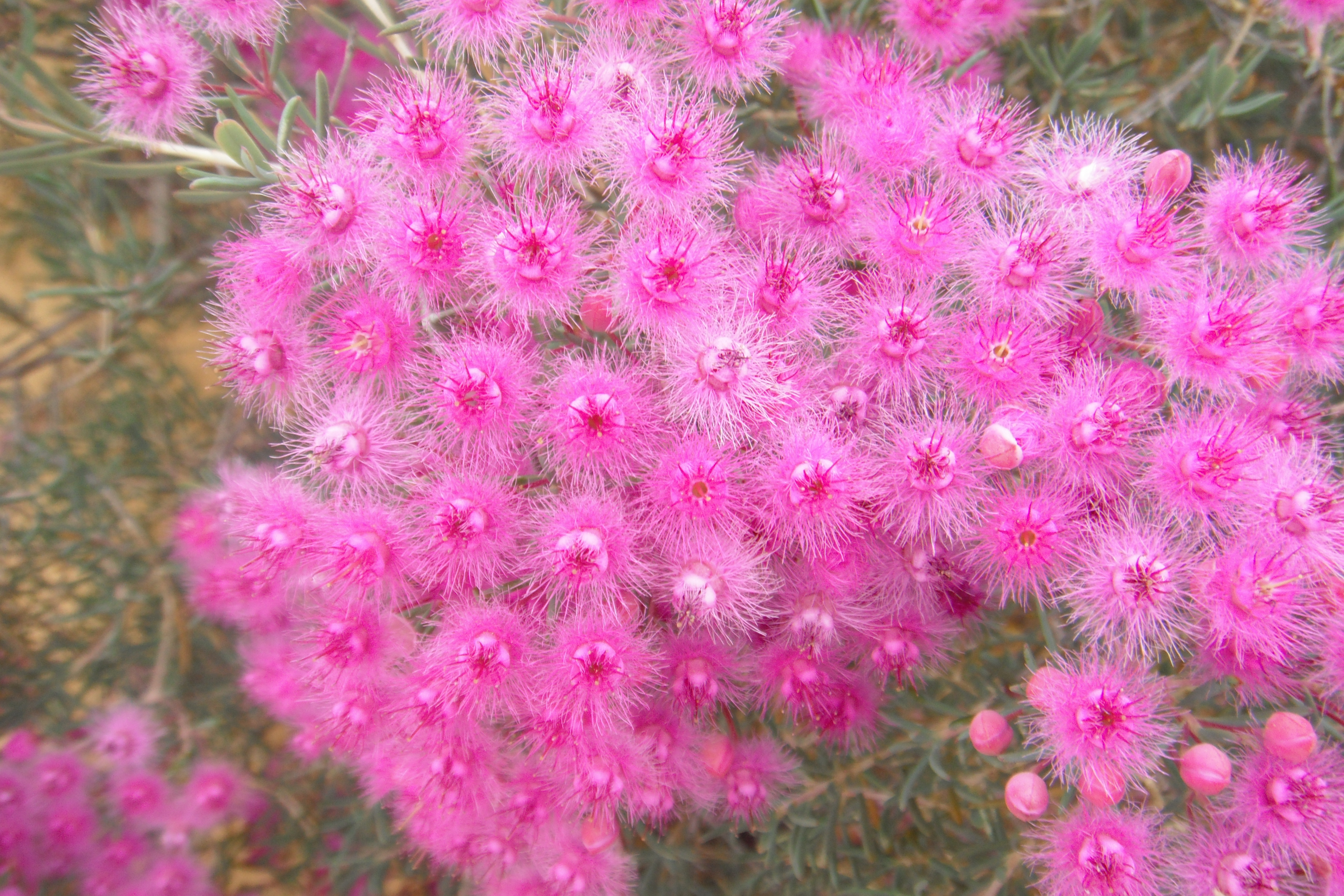
Bohatě kvetoucí V. monadelpha